# 弗拉西夫卡 (津科夫區)
50°10′4″N 34°18′55″E / 50.16778°N 34.31528°E
弗拉西夫卡（烏克蘭語：Власівка），是烏克蘭中部的村莊，隸屬波爾塔瓦州的波爾塔瓦區。該村分別距離達達卡利夫卡1公里和津科夫4公里，面積3.9平方公里，海拔高度104米，2001年人口607。